# Тарло Генрі Самойлович
Генрі Самойлович Тарло (5 березня 1898, Варшава, Російська імперія — 17 вересня 1937) — український режисер та актор єврейського походження. Репресований.

## До життєпису
Народився в єврейській родині. Батько — робітник на шкіряному виробництві.
У 1917 закінчив повний курс гімназії у м. Прага під Варшавою і вступив на медичний факультет Варшавського університету, але пішов ще з першого курсу.
Паралельно навчався на драматичному відділенні Варшавської консерваторії. До кінця не довчився, вступивши у 1919 р. актором та режисером до «Віленської трупи» — єврейського театрального колективу.
У 1922 працював режисером-асистентом у берлінському єврейському театрі «Фолькісбійне» («Народна сцена») під керівництвом А. Філінга.
1923 року, за рішенням польської Спілки єврейських акторів був призначений художнім керівником пересувного театру.
У 1924—1926 знову співпрацює з «Віленською трупою», як режисер та актор. В цей час трупа перебувала на гастролях у Румунії. У 1926 протягом року виконував обов'язки режисера-асистента у паризькому театрі «L'atelier» («Ательє»).
Знав польську, російську, французьку, німецьку та єврейську (їдиш) мови, подорожував Європою.
У 1927 запрошений до Московського державного єврейського театру, згодом відряджений до Харківського державного єврейського театру.
У 1933 після об'єднання Харківського та Київського державних єврейських театрів перейшов до Театру робочої молоді («ТРАМ»), де обіймав посади заступника художнього керівника, режисера та актора.
У 1936 на виконання розпоряджень «директивних органів» перейшов у Перший державний польський театр.
У лютому 1937 через донос був заарештований органами НКВС, звинувачений в антирадянській діяльності та 13 вересня того ж року «засуджений» за першою категорією (розстріл). Вирок був виконаний 17 вересня 1937 р.

## Пам'ять
2021 року його доля представлена на фотодокументальній виставці про репресованих театральних діячів «Імена, викреслені з афіш», що експонується при вході на територію Національного історико-меморіального заповідника «Биківнянські могили».